# Procamacolaimus acer
Procamacolaimus acer är en rundmaskart som beskrevs av Gerlach 1954. Procamacolaimus acer ingår i släktet Procamacolaimus och familjen Leptolaimidae. Inga underarter finns listade i Catalogue of Life.